# 동키콩 64
동키콩 64(Donkey Kong 64)는 닌텐도 64용으로 레어가 개발하고 닌텐도가 배급한 1999년 어드벤처 플랫폼 게임이다. 3D 게임플레이를 갖춘 최초의 동킹콩 게임이다. 고릴라 동키콩을 가지고 플레이어는 각 테마별 섬 레벨을 탐험하며 아이템을 모으고 킹 K. 룰로부터 납치된 친구들을 구하게 된다. 플레이어는 5명의 플레이 가능한 콩 캐릭터들(각기 저만의 특별한 능력이 있음)을 가지고 미니게임과 퍼즐을 완수하면 바나나와 기타 수집품들을 수령하게 된다. 별도 멀티플레이어 모드에서 최대 4명의 플레이어가 데스매치 및 라스트 맨 스탠딩 게임에 참가하여 경쟁할 수 있다.
레어는 과거에 동키콩 컨트리 시리즈를 개발했고 1997년 동키콩 64의 작업을 시작하였으나 3년 개발 주기를 통해 중도에 개발이 다시 시작되었다.
이 게임은 대체로 좋은 평가를 받았으며 1999년 홀리데이 시즌 중 닌텐도의 탑 셀러 게임이었으며 2004년 2,300,000본이 판매되었다.

## 평가
| 통합 점수           | 통합 점수             |
| 통합사              | 점수                  |
| ------------------- | --------------------- |
| 메타크리틱          | 90/100                |
| 평론 점수           |                       |
| 평론사              | 점수                  |
| 올게임              | [ 5 ]                 |
| 에지                | 8/10                  |
| EGM                 | 27/40                 |
| 패미츠              | 33/40                 |
| 게임팬              | 7/10                  |
| 게임프로            | 4.8/5                 |
| 게임스팟            | 9/10                  |
| IGN                 | 9/10                  |
| N64 매거진          | 93%                   |
| 넥스트 제네레이션   | [ 13 ]                |
| 닌텐도 라이프       | N64: 7/10 Wii U: 7/10 |
| 닌텐도 파워         | 8.6/10                |
| 신시내티 인콰이어러 | [ 17 ]                |

| 수상                        | 수상                                                                                         |
| 평론사                      | 수상                                                                                         |
| --------------------------- | -------------------------------------------------------------------------------------------- |
| E3 1999 Game Critics Awards | Best Platformer                                                                              |
| 닌텐도 파워 Awards (1999)   | Best Overall Game, Best N64 Game, Best Adventure Game, Best Graphics, Best Music, Best Sound |